# Heinrich Eder
Heinrich Eder (* 1967 in Salzburg) ist ein österreichischer Bildhauer und Objektkünstler.

## Werdegang

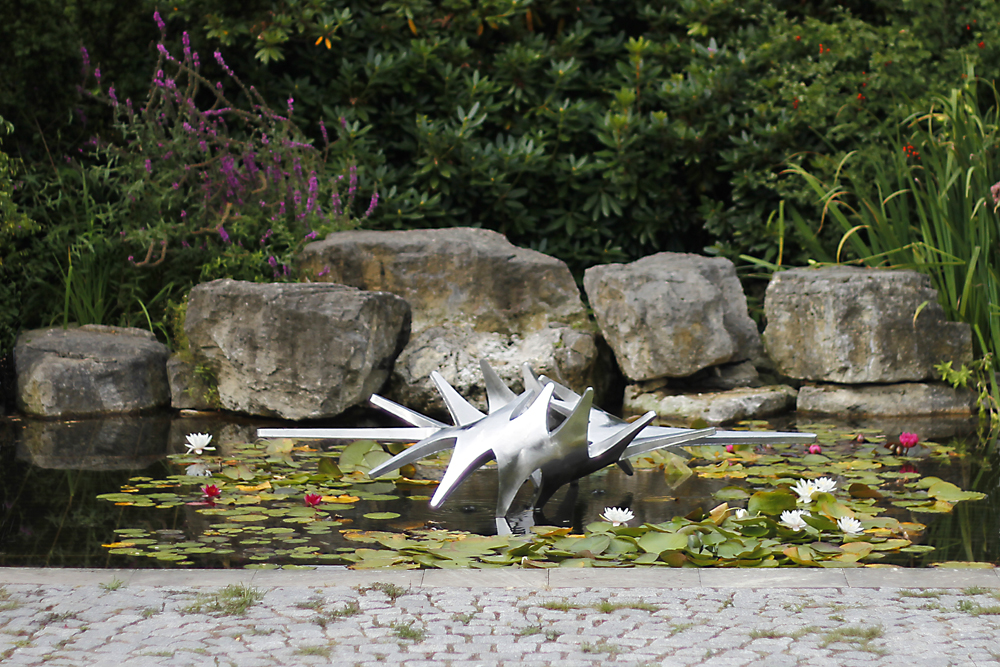
Edelstahlplastik und pulsierendes Wasser

Heinrich Eder besuchte Anfang der 1980er Jahre die Bildhauerschule Hallein Klasse für Holz- und Steinbildhauerei bei Bernhard Prähauser an der HTL Hallein und studierte an der Akademie der bildenden Künste München bei Professor Hans Ladner. Im Anschluss daran ging er nach Hamburg und ist seit 1992 als freischaffender Künstler mit einem Atelier im Künstlerhaus Sootbörn tätig. Neben der künstlerischen Arbeit sowie Ausstellungsbeteiligungen und Symposien führt er Lehrveranstaltungen für Bildhauerei und Malerei durch.
Eders bildhauerisches Œuvre umfasst zwei Hauptbereiche: freie Skulpturen und Objekte sowie Auftragsarbeiten für Kunst im öffentlichen Raum. Daneben kommen Malerei, Zeichnung, Fotografie und Film in seiner künstlerischen Arbeit zum Einsatz.
Heinrich Eder lebt und arbeitet in Hamburg.

## Werke im öffentlichen Raum (Auswahl)

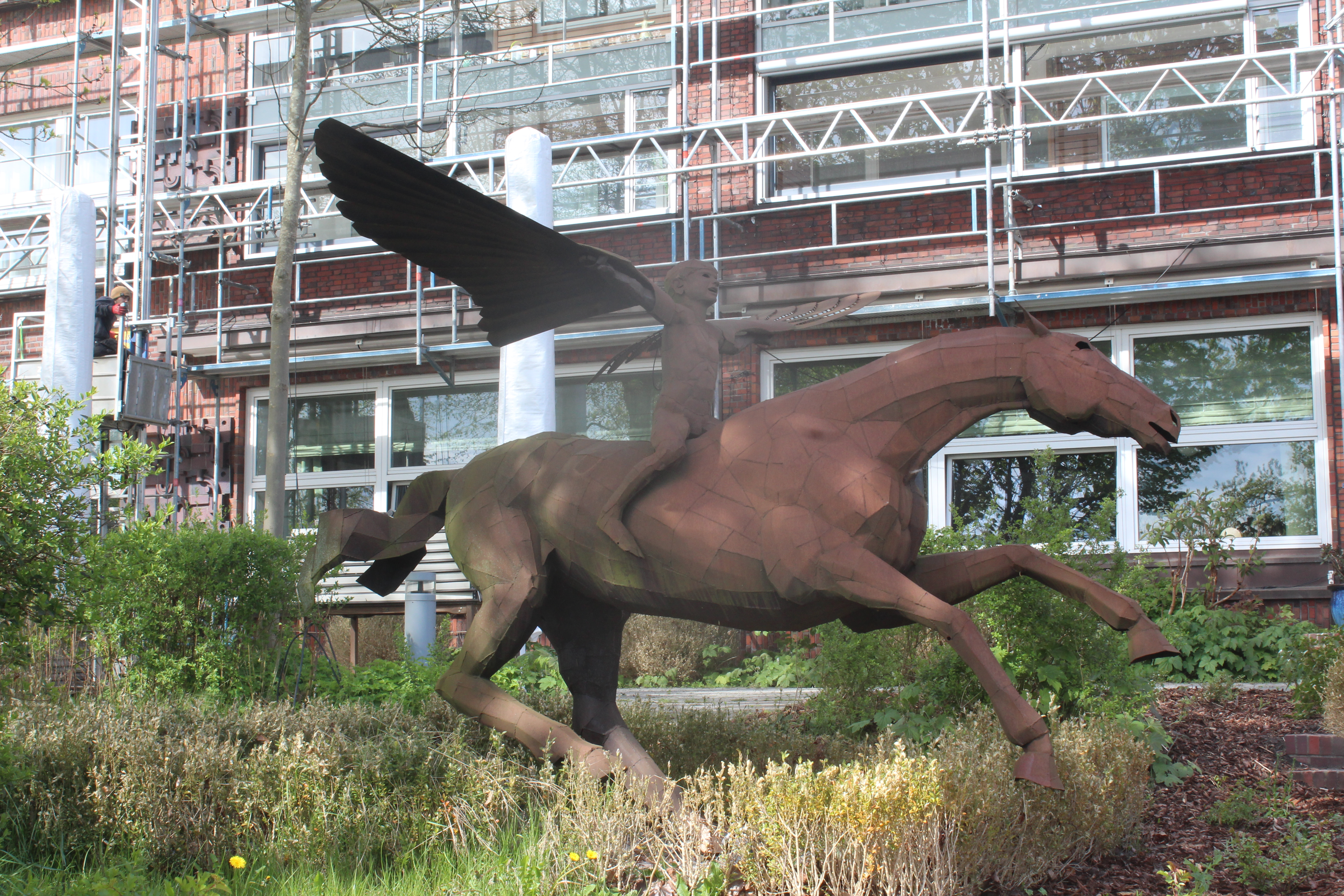
Lebensgroße Stahlskulptur

- 1988 Hl. Michael, Brunnenfigur in Bronze für die Benediktinerabtei Michaelbeuern
- 1989 Zwei Brunnen für die Gemeinde Michaelbeuern, Platzgestaltung in Marmor
- 1990 Welle gegen den Raum, Brunnen, dreidimensionales Mosaikobjekt, Realschule Bürmoos
- 1994 Kind am Wasser, Brunnen in Bronze mit Glasmosaiken, Platz- und Gartengestaltung für Wohnbaugenossenschaften Hamburg
- 1995 Kinetische Spiralen, Holstein-Center, Itzehoe
- 1997 Johann A. Hasse, Komponistenportrait, Carrara-Marmor, Laeiszhalle
- 1999 Druck, Stahlplastik, Hamburg-Alsterdorf
- 2002 Auffangen. Daedalus und Ikarus, Hamburg-Poppenbüttel
- 2004–06 Spannung und Springendes Pferd, Hamburg-Reitbrook
- 2007 Hommage an den Reiter vom Kap Artemision, Hamburg-Nienstedten
- 2012/13 Trimorph, Skulptur aus Anröchter Sandstein, Schwerin
- 2013 Schöpfungstag 1, Metallskulptur, Hamburg-Sülldorf

## Ausstellungen (Auswahl)

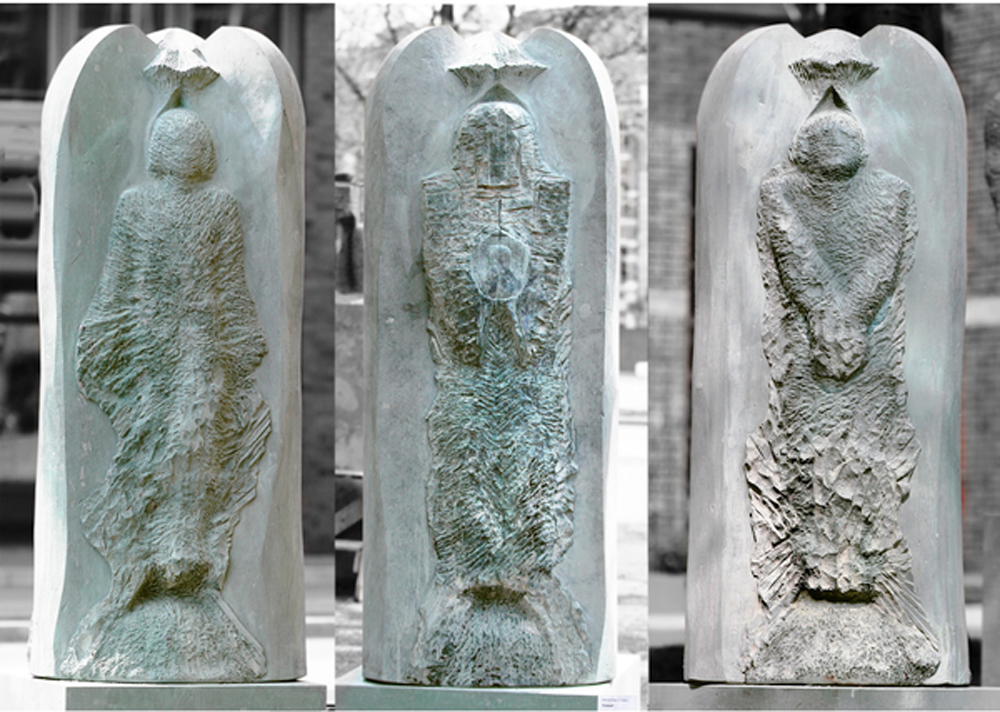
Skulptur für den 34. evangelischen Kirchentag in Hamburg

- 1994 "Form – Körper – Resonanz", VDI Düsseldorf
- 1996 Kunstverein Rathaus Husum
- 1997 Skulpturen und Wasserobjekte auf dem Schlosssee, Glücksburg
- 1997/98 Stahlskulpturen auf dem Freigelände Alsterpavillon Jungfernstieg, Hamburg
- 2002 "Lust auf 40 Künstler", Erotic Art Museum, Hamburg
- 2008 "Für wen opferst du dich?", Evangelische Akademie Blankeneser Kirche, Hamburg
- 2011 Beziehungsweise. "1Blick. Kunst im Vorhaus". Hallein, Österreich[1]
- 2012 Objekte von Heinrich Eder im Dialog mit Werken von Hannes Schultze-Froitzheim, Forum für Nachlässe von Künstlerinnen und Künstlern, Hamburg
- 2013 "Engel, Wächter und Propheten", 34. Evangelischer Kirchentag, Hamburg